# José Cázares
José Cázares M., más conocido como El Chivo Cázares, fue un futbolista mexicano que jugaba en la posición de defensa y mediocampista. Jugó con el Club Deportivo Marte, con el Victoria, en la época de inicio del Campeonísimo con el Club Deportivo Guadalajara y con el Nacional de Guadalajara.
Empezando en equipos llaneros infantiles, se le dio la oportunidad de jugar con el Guanajuato juvenil, para después pasar a las reservas del Club Deportivo Marte. Debutó en primera división en 1948 en un partido contra el Oro de Guadalajara, siguiendo en las filas de los merengues hasta el descenso del equipo, retirándose del Marte con dos títulos de liga.
El Chivo llegaría al Club Deportivo Guadalajara en estado de prueba en el año de 1955, para reforzar al equipo de cara a un amistoso internacional ante el Sao Paulo de Brasil, tiempo después dejaría el rebaño y pasaría a la liga de ascenso. 
Regresaría a Chivas en la temporada 1959-60, fue traído del equipo Club Deportivo Victoria de la Segunda división mexicana por el entrenador húngaro Arpad Fekete. Fue un defensa que estuvo en los títulos de la temporada 1958-59 y 1959-60, tuvo poca participación, solo acumuló 10 partidos entre estas 2 temporadas. Para la temporada 1960-61 pasaría al Nacional de Guadalajara, junto con «Chicho» López y Pedro Nuño, equipo con el que jugaría en la Segunda división mexicana y lograría el ascenso en 1961.
Al retirarse fue directivo del Torneo Central de Reservas, una liga de fútbol de fuerzas básicas y escuelas filiales a clubes profesionales y aficionados. También fue técnico del equipo capitalino del Phillips S.E.T. que resultó campeón en 1964 del torneo nacional de equipos Philipps.

## Palmarés

### Campeonatos nacionales
| Título                    | Club                       | País   | Año     |
| ------------------------- | -------------------------- | ------ | ------- |
| Primera división mexicana | Club Deportivo Marte       | México | 1953/54 |
| Campeón de Campeones      | Club Deportivo Guadalajara | México | 1959    |
| Primera división mexicana | Club Deportivo Guadalajara | México | 1958/59 |
| Primera división mexicana | Club Deportivo Guadalajara | México | 1959/60 |
| Segunda división mexicana | Club Deportivo Nacional    | México | 1960-61 |